# Caramelles de Mitja Quaresma
Les Caramelles de Mitja Quaresma són unes captes que fan els infants i jovent del poble de Castellolí just al mig del període de la quaresma, el tercer dimecres. Aquesta costum ve de generacions enrere i el folklorista Joan Amades, explica la tradició en el Costumari Català de la següent manera: «la mainada de Castellolí feia un captiri, servint-se d’una cançoneta formada de diferents elements propis de les cançons típiques de capta infantils» que denominava caramelles de captiri. De fet, tal com recull el DCVB, el mot ‘caramelles' pot designar tant el costum com les composicions musicals, com l’«obsequi consistent en una barreja de nous, vellanes, figues seques, ous, tortells, etc., que els padrins donen als infants que van a visitar-los» en diferents festes. Joan Amades considera les caramelles de Castellolí i les de Manresa com germanes, però a la capital del Bages les anomenaven el captiri de la serra vella.
Segons l'etnòleg i dinamitzador cultural, Salvador Palomar, en l’actualitat, el costum continua ben viu i tota la canalla, nens i nenes, petits i grans, en sortir de l'escola es reparteix en grups per anar a cantar i a captar per tot el poble. Antigament, els més petits no hi participaven; els nois anaven pel seu compte. Però ara, acompanyats de mares i pares, surten de ben petits entonant la cançó –que aprenen a casa, no a l'escola– tota sencera o en part, en funció de l'edat. Els tradicionals cistells de vímet i canya –que encara n’hi ha– han donat pas a les bosses de plàstic o, fins i tot, als carretons d’anar a comprar, on la canalla aplega des d’una tradicional taronja o una poma, o un grapat de nous o d’ametlles, fins a caramels, productes de pastisseria o llaminadures. El dia assenyalat per cantar la cançó és la mitja Quaresma, principalment el dimecres. Antigament aquest dia era una excepció a les normes de la quaresma, s'alleujava el rigor del període quaresmal en què es prohibia segons quines menges i segons quines activitats lúdiques imposades per l'església, com per exemple cantar.
En d'altres poblacions catalanes, com Ullastrell, la pràctica actual, les Festes de Serralavella, rememora el simbolisme més antic en la destrucció de la de la figura de la vella –hi havia indrets on es matava o cremava–, que té molt a veure amb la necessitat d’allunyar la mort –el temps fosc, el fred, la tristor– de l’hivern, per a donar pas a la resurrecció de la vida amb l’arribada de la primavera.
Segonts Palomar, les tradicions de mitja Quaresma són encara vigent a diferents indrets d'Europa, com a Itàlia. El simbolisme originari d'aquests rituals s'ha esvaït però les practiques culturals associades continuent vigents.

## Lletra de la cançó
«Virolet Sant Pere,
virolet Sant Pau,
que veniu de Roma,
que porteu corona
de sant Nicolau.
Panses i figues,
nous i olives,
si no ens voleu donar,
alabat sia Déu.
La Cloc-cloc i la Piu-Piu,
tot són lloques, tot són lloques,
la Cloc-cloc i la Piu-piu,
tot són lloques menos Piu.
Quatre de pa, quatre de vi,
quatre de nous,
digueu-li a la mestressa
que demà és dijous.
Si voleu que canti més
deu-me figues, deu-me figues,
si voleu que canti més,
deu-me figues i calés".

## Galeria

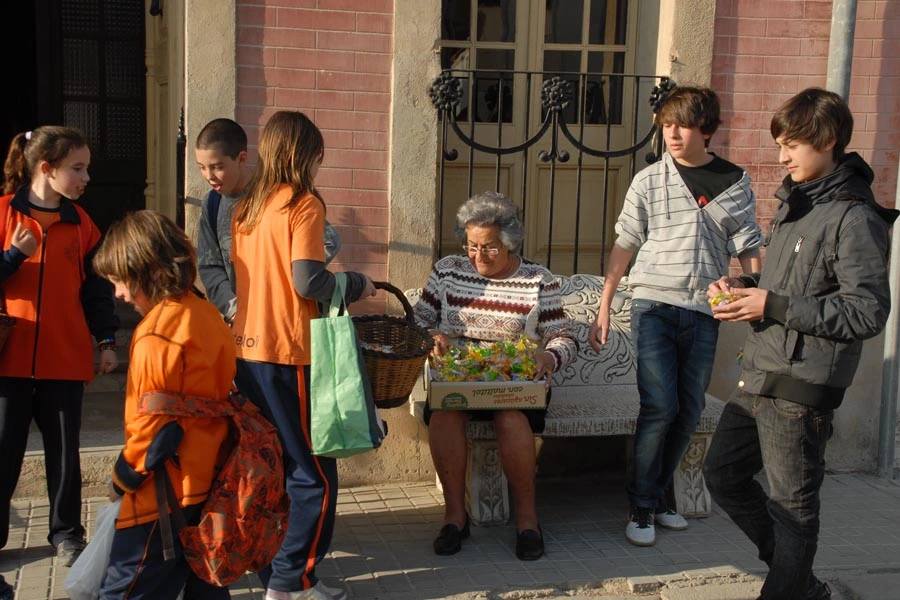
Caramelles de Mitja Quaresma, davant de ca la Marta, Castellolí.
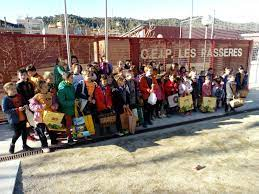
Caramelles de Mitja Quaresm a, cantada davant l'escola "Les Passeres" de Castelllolí (Anoia)
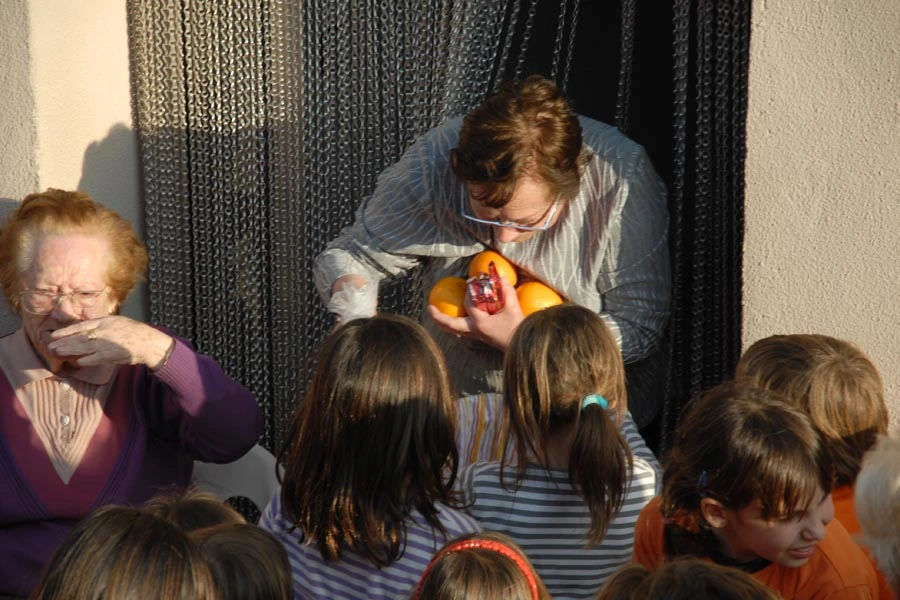
Caramelles de Mitja Quaresma, Castellolí (Anoia)